# Кудрявка
Кудря́вка — село Березівської міської громади у Березівському районі Одеської області в Україні. Населення становить 271 осіб.

## Населення
Згідно з переписом 1989 року населення села становило 128 осіб, з яких 50 чоловіків та 78 жінок.
За переписом населення 2001 року в селі мешкала 271 особа.

### Мова
Розподіл населення за рідною мовою за даними перепису 2001 року:
| Мова       | Чисельність | Відсоток |
| ---------- | ----------- | -------- |
| українська | 176         | 64,94%   |
| російська  | 89          | 32,85%   |
| румунська  | 5           | 1,84%    |
| інші       | 1           | 0,37%    |
| Усього     | 271         | 100%     |